# Descurainia antarctica
Descurainia antarctica är en korsblommig växtart som först beskrevs av Eugène Pierre Nicolas Fournier, och fick sitt nu gällande namn av Otto Eugen Schulz. Descurainia antarctica ingår i släktet stillfrön, och familjen korsblommiga växter.

## Underarter
Arten delas in i följande underarter:
- D. a. antarctica
- D. a. bonarellii
- D. a. patagonica